# Мазепа, національний герой України
«Мазепа, національний герой України» (нім. «Mazeppa, der Volksheld der Ukraine»)  — німецький історичний фільм-драма, знятий Мартіном Бергером у 1919 році про українського гетьмана Івана Мазепу з Вернером Краусом у головній ролі.

## Сюжет
У фільмі йдеться про життя українського героя Івана Мазепи, який наприкінці 17 століття був високопоставленим вояком під орудою польського короля Яна II Казимира. Після битви король вшановує Мазепу за його честь. Граф, який вважає себе ображеним, мститься.

## Історія
Фільм був зроблений кінокомпанією B-Z-Film у Берліні. Довжина стрічки була 2153 або 2070 метрів, а загальна довжина фільму склала 118—113 хвилин. Деякі сцени з природою були відзняті у Грюнвальді.
У жовтні 1918 року фільм був підданий цензурі. Берлінська поліція взяла його під контроль. Згодом, 9 липня 1921 року був знову зацензурений.
Відтак, незважаючи на цензуру фільм був презентований в липні 1919 року у Мармуровому палаці у Берліні, хоч і з затримкою.